# 冰島河流列表
冰岛的河流都不是很长。由于在这些河流的发源地——冰島高原上建立居住点是不切实际的，所以冰岛的河流都没有被作为重要的航运手段。这里列出最重要的几条河流：

## 冰岛南部

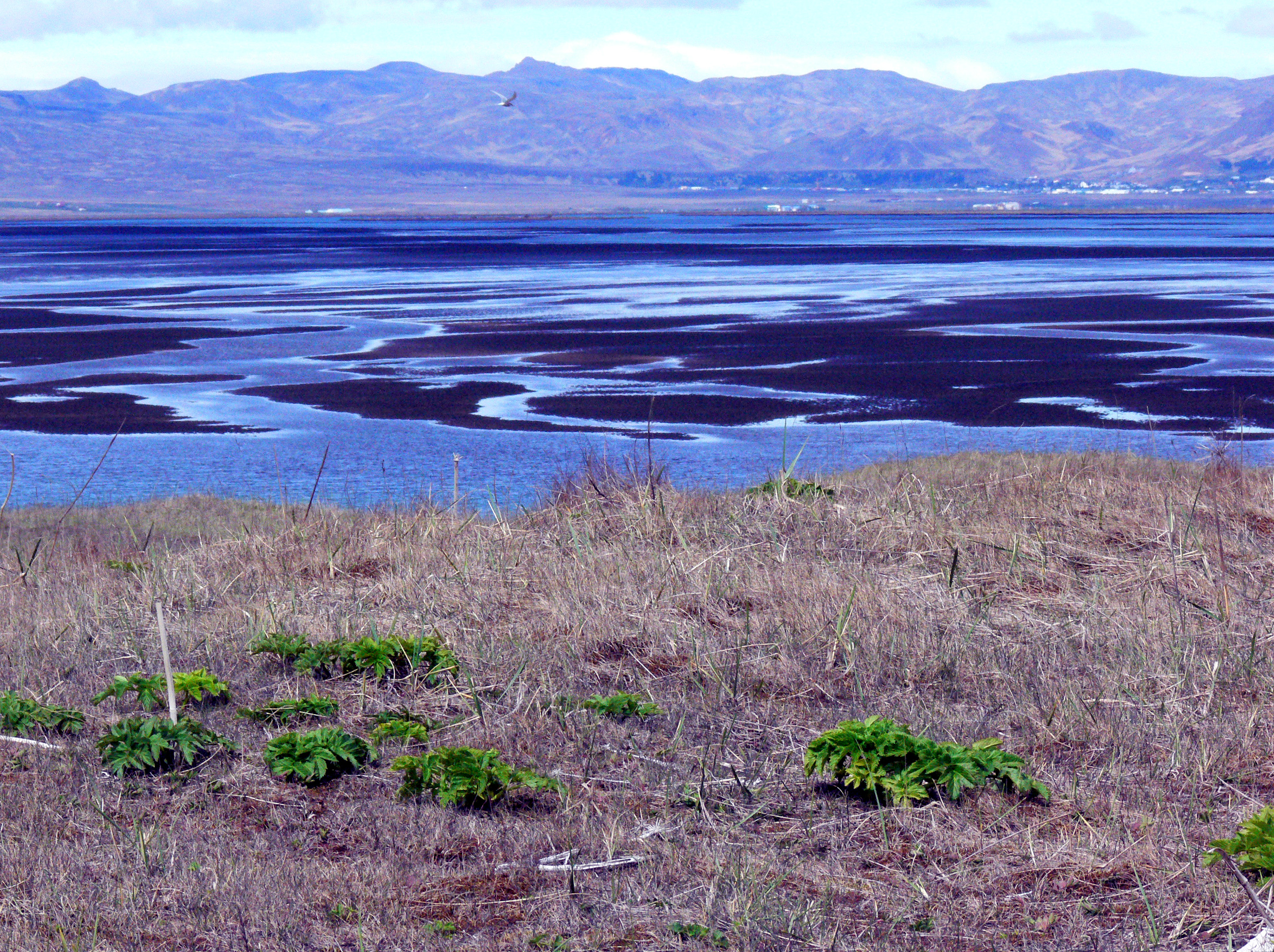
奥富萨河

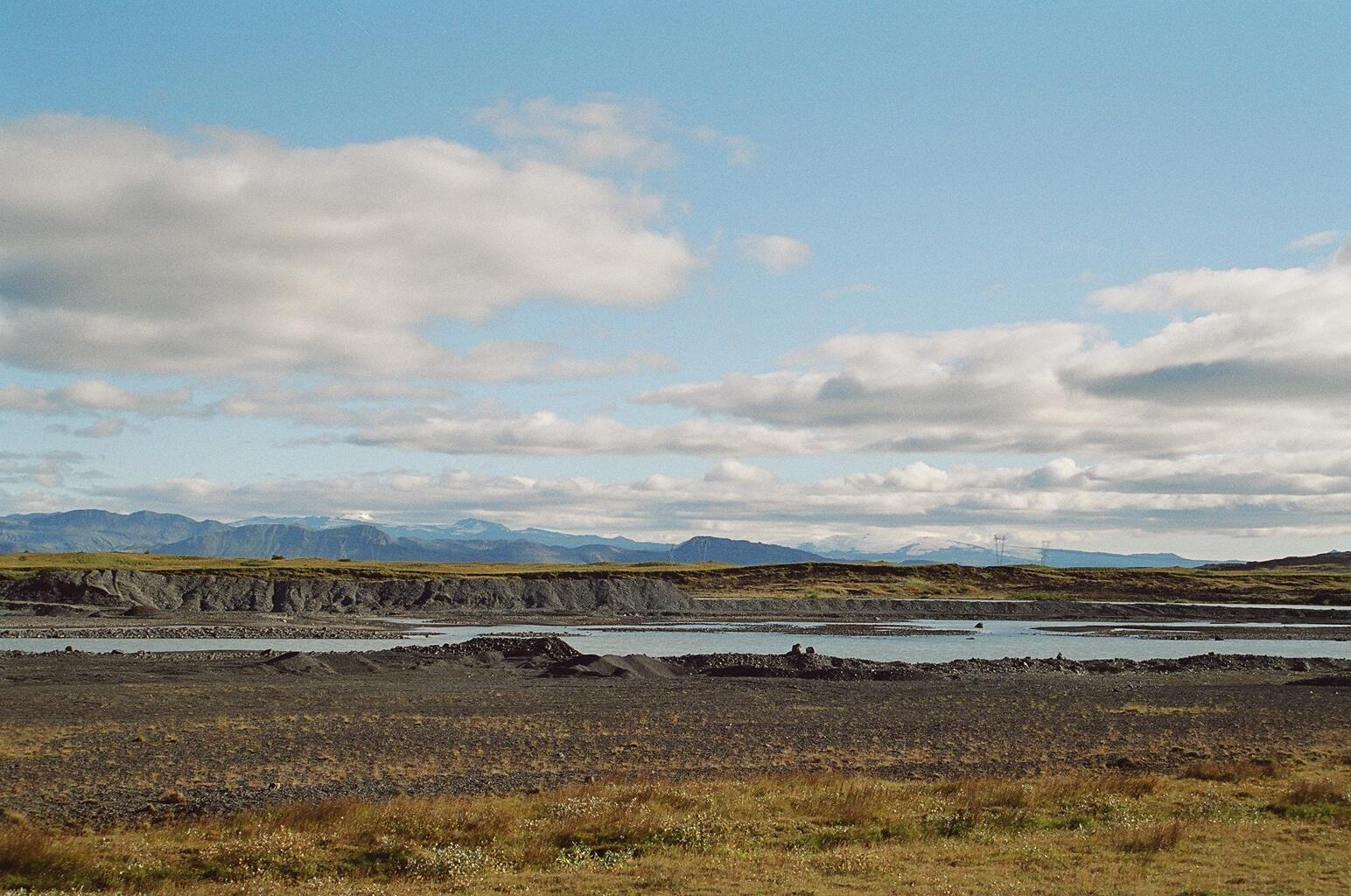
肖尔索河

- 惠特河 (奥尔内斯县)（英语：Hvítá (Árnessýsla)）
- 克罗斯河（Krossá）
- 库扎河（英语：Kúðafljót）
- 马尔卡河（英语：Markarfljót）
- 穆拉河 (冰岛)（Múlakvísl）
- 奥富萨河（Ölfusá）：冰岛流量最大的河流
- 朗河
- 斯凯扎河（英语：Skeiðará）
- 斯科加河（Skógá）
- 索格河（英语：Sog）
- 肖尔索河（Þjórsá）；冰岛最长河流，230公里
- 通纳河（英语：Tungnaá）

## 冰岛西部
- 福斯河（英语：Fossa (river)）
- 惠特河 (博尔加峡湾)
- 诺尔聚尔河 (博尔加峡湾)（英语：Norðurá (Borgarfjörður)）

## 西峡湾区（冰岛西北部）
- 丁扬迪河（Dynjandi）

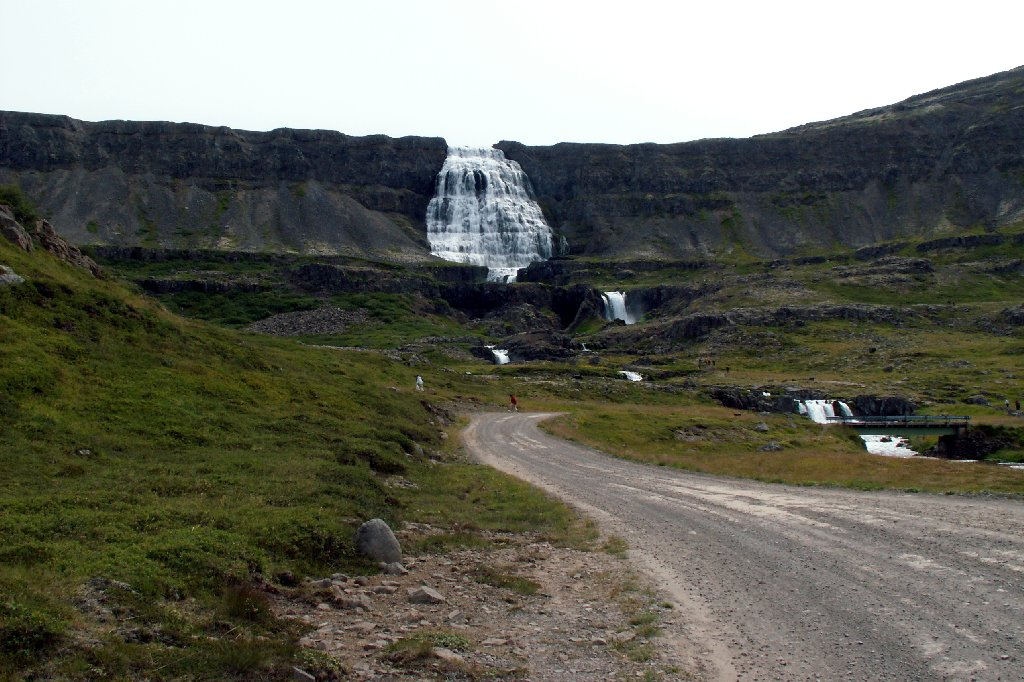
丁扬迪河

- 斯塔扎河 (斯滕格里姆斯峡湾)

## 冰岛北部

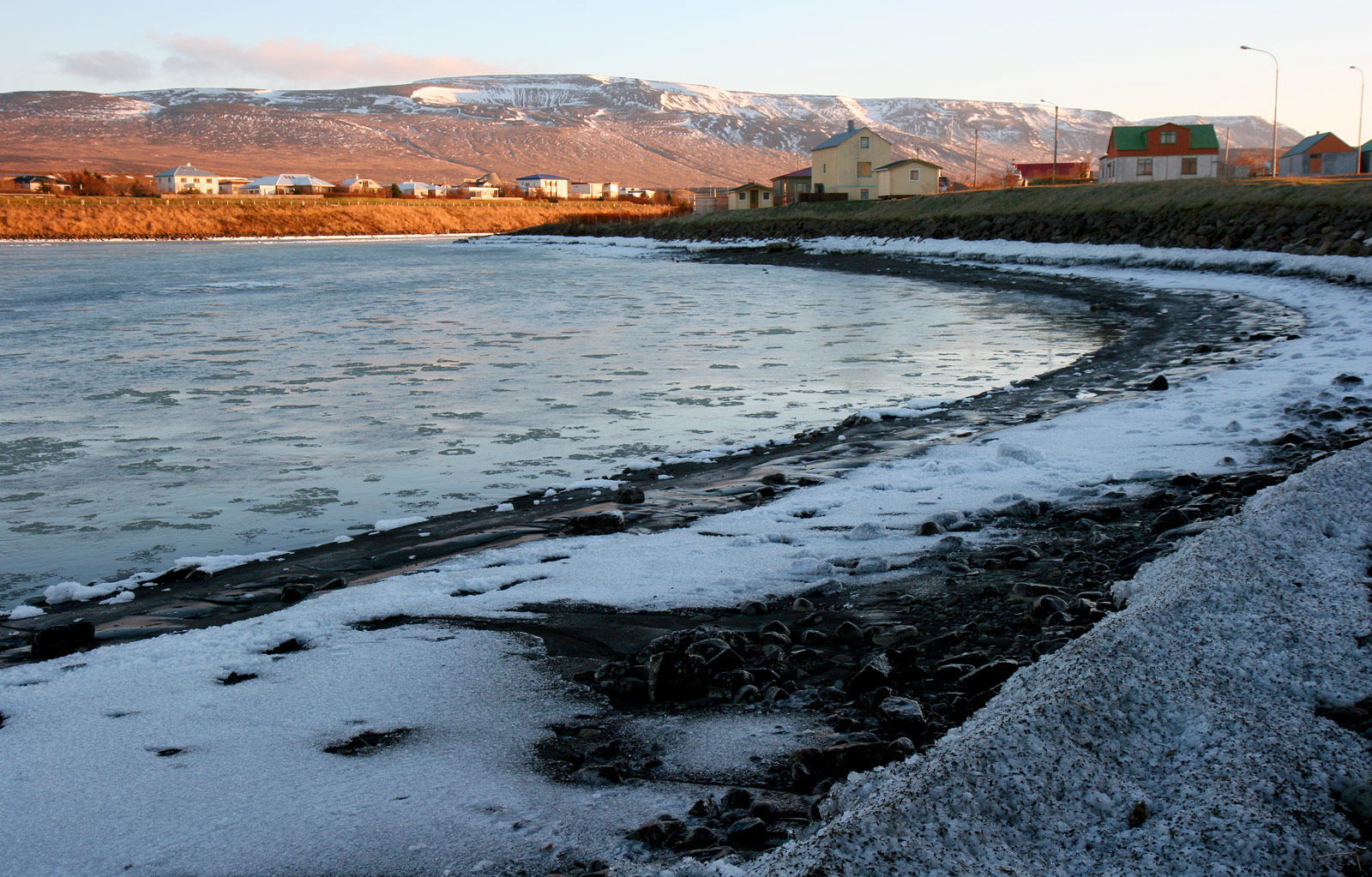
布兰德河

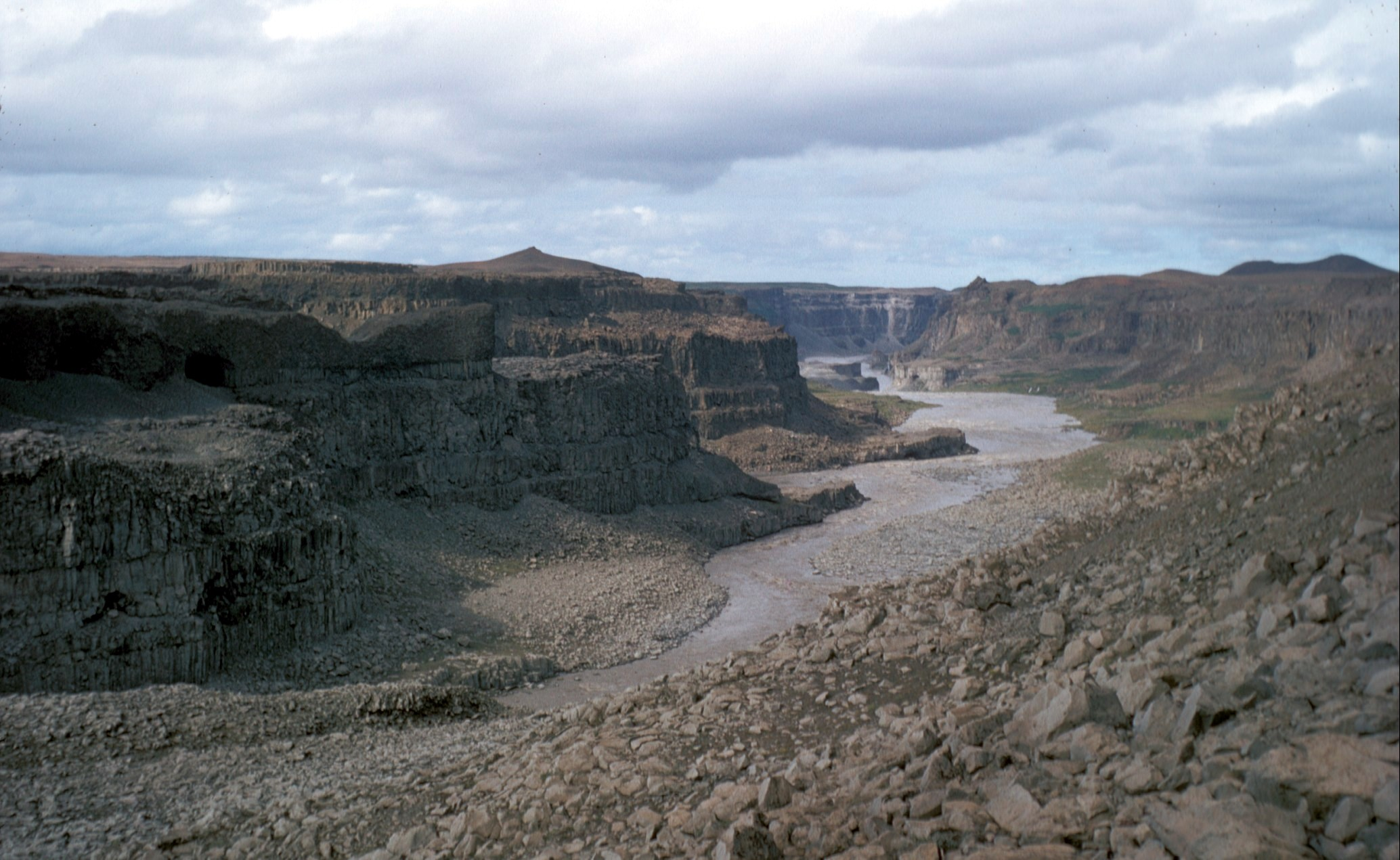
菲约德勒姆冰河

- 布兰德河（英语：Blanda）
- 埃亚菲亚扎尔河
- 东冰河（Eystri Jökulsá）
- 弗纽斯克河
- 格莱尔河（英语：Glerá）
- 海拉兹河（英语：Héraðsvötn）
- 赫尔高河（Hörgá）
- 菲约德勒姆冰河（Jökulsá á Fjöllum）：冰岛第二长河
- 拉赫斯河 (斯卡加峡湾)
- 诺尔聚尔河 (斯卡加峡湾)
- 斯乔尔万达河（英语：Skjálfandafljót）
- 瓦斯达尔河

## 冰岛东部

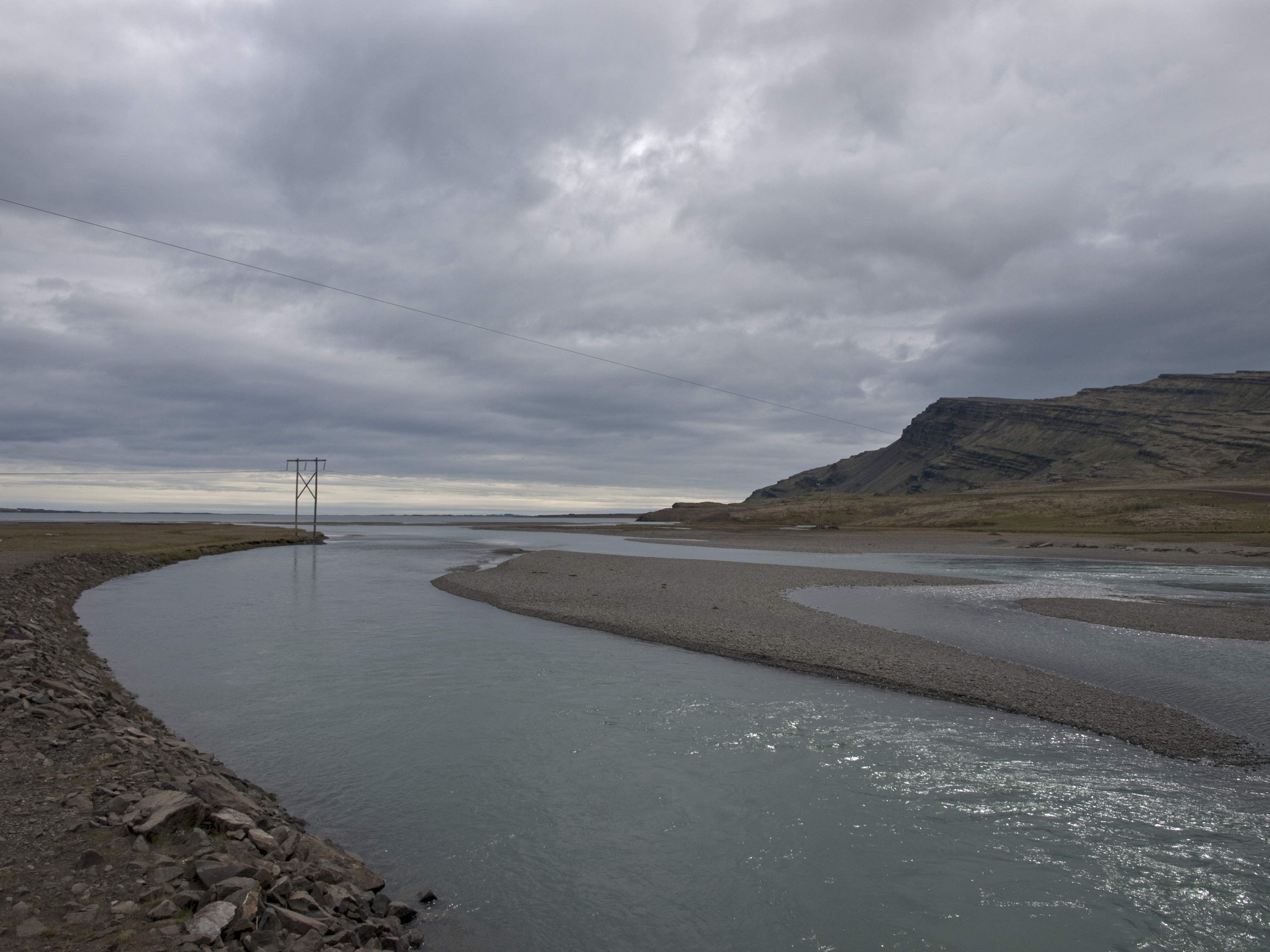
哈马尔河

- 哈马尔河（Hamarsá）
- 达尔冰河
- 弗廖茨达尔冰河（Jökulsá í Fljótsdal）
- 洛尼冰河
- 拉加尔河
- 塞尔河 (冰岛)（Selfljót）